# شبكة حاسوب

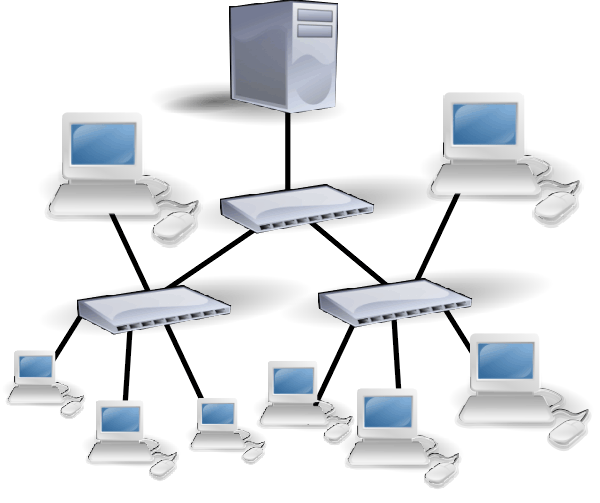
شبكة حاسوب

شبكة الحاسوب  نظام لربط جهازين أو أكثر باستخدام إحدى تقنيات نظم الاتصالات من أجل تبادل المعلومات والموارد والبيانات بينها المتاحة للشبكة مثل الآلة الطابعة أو البرامج التطبيقية أياً كان نوعها وكذلك تسمح بالتواصل المباشر بين المستخدمين. وبشكل عام تعتبر دراسة شبكات الحاسوب أحد فروع علم الاتصالات.
من الممكن أن تكون أجهزة الحاسوب في الشبكة قريبة جداً من بعضها وذلك مثل أن تكون في غرفة واحدة وتسمى الشبكة في هذه الحالة شبكة محلية LAN. ومن الممكن أن تكون الشبكة مكونة من مجموعة أجهزة في أماكن بعيدة مثل الشبكات بين المدن أو الدول وحتى القارات ويتم وصل مثل هذه الشبكات في كثير من الأحيان بالإنترنت أو بالسواتل (Satellite) وتسمى الشبكة عندها شبكة عريضة WAN، هناك أيضاً في مقابل ذلك الشبكة الشخصية PAN والتي تربط مجموعة أجهزة قريبة من المستخدم.

## استخدامات شبكات الحاسوب
تعمل شبكة الكمبيوتر على توسيع الاتصالات الشخصية بالوسائل الإلكترونية باستخدام تقنيات مختلفة، مثل البريد الإلكتروني والتراسل الفوري والدردشة عبر الإنترنت والمكالمات الهاتفية الصوتية والمرئية ومؤتمرات الفيديو. تسمح الشبكة بمشاركة موارد الشبكة والحوسبة. يمكن للمستخدمين الوصول إلى الموارد التي توفرها الأجهزة الموجودة على الشبكة واستخدامها، مثل طباعة مستند على طابعة شبكة مشتركة أو استخدام جهاز تخزين مشترك. تسمح الشبكة بمشاركة الملفات والبيانات وأنواع أخرى من المعلومات مما يمنح المستخدمين المصرح لهم القدرة على الوصول إلى المعلومات المخزنة على أجهزة الكمبيوتر الأخرى على الشبكة. تستخدم الحوسبة الموزعة موارد الحوسبة عبر الشبكة لإنجاز المهام.

## تصنيف الشبكات الحاسوبية
تستطيع تصنيف الشبكات بعدة طرق، كأن يتم تصنيفها وفق طريقة ربط أجهزتها ببعضها أو وفق امتدادها الجغرافي أو وفق التكنولوجيا المستخدمة فيها.

### طريقة الربط
1. شبكات تستخدم ربط سلكي:
- السلك المجدول (أو السلك الملتوي) Twisted-Pair هو الأكثر شعبية في الوقت الحاضر لتوضيح الربط السلكي ويكون في العادة يشبه سلك الهاتف لكنه مكون من 8 أسلاك داخلية وليس 2 كما في حالة الهاتف، وسمي بذلك لأن كل سلكين من الثمانية يكونان ملفوفان على بعضهما فيتكون عندنا أربعة أزواج من تلك الأسلاك.
وهناك نوعين من الأسلاك المجدولة:
أ - Shielded Twisted Pair وهو سلك مجدول محمي ضد الأمواج الكهرومغناطيسية، ويستخدم في المصانع أو المناطق التي تتولد بها هذه الموجات، وقد تتسبب الموجات الكهرومغناطيسية بفقدان البيانات أو عدم إمكانية وصولها.
ب- Unshielded Twisted Pair وهو سلك مجدول غير محمي يستخدم في البيئات الطبيعية.
تتراوح سرعة الكابلات المجدولة من 100 ميجابت\الثانية إلى 10 جيجابت\ثانية وتستطيع نقل البيانات بمسافة أقصاها 100 م.
- السلك المحوري Coaxial Cable وهو الأقدم وتكون سرعته أقل من السلك المجدول، ويشبه في شكله سلك التلفاز.
- خطوط الألياف البصرية Fiber Optics وهي ألياف مصنوعة من الزجاج النقي، تكون طويلة ورفيعة ولا يتعدى سمكها سمك الشعرة. تجمع العديد من هذه الألياف في حزم داخل الكيبلات البصرية، وتستخدم في نقل الإشارات الضوئية لمسافات بعيدة وبسرعات عالية.
2. شبكات تستخدم ربط لاسلكي: مثل الشبكات التي تستخدم الأقمار الصناعية وإشارات الراديو والأشعة تحت الحمراء لربط الأجهزة.

### أنواع شبكات الحاسوب من حيث الامتداد الجغرافي
1. شبكات العواصم الكبرى.
2. الشبكات المحلية.
3. شبكة شخصية.
4. شبكة داخل الأبنية وتسمى Can وهذه تستخدم داخل الجامعات والكليات لربط أبنية الكلية بشبكة واحدة.

لعمل شبكة حاسوب يجب توافر المتطلبات التالية:
1. وسيط ناقل "عبارة عن أسلاك أو وسائط لاسلكية.
2. مودم لتوصيل تلك الوسائط إلى الشبكة.

الآن لنتعرف على دور الخادم
الحواسيب التي تقدم البيانات أو الموارد في الشبكات الحالية يطلق عليها اسم خادم أو مزودات أو خواديم
- الحواسيب التي تستفيد من هذه البيانات أو الموارد، يطلق عليها اسم عملاء

من الممكن أن يكون أحد أجهزة الشبكة خادوما وعميلا في نفس الوقت
3 - البرامج التشغيلية للشبكة (للخادوم والزبون) وهي إما أن تكون برامج تشغيلية خاصة نظام التشغيل الشبكي أو برنامج تشغيلي يتضمن إدارة الشبكة كما
في برنامج ويندوز إن تي أو ويندوز 2000 أو ويندوز سيرفر 2003 أو ويندوز سيرفر 2008 أو xp أو فيستا أو 7 وأنظمة التشغيل الأخرى.
في بدايات الشبكة كانت لا تتجاوز الأجهزة المتصلة عدد أصابع اليد أو تزيد قليلا تتصل بجهاز طابعة عرفت هذه الشبكة بالشبكة المحلية أو اختصارا LAN.

## تعريف الميثاق (البروتوكول)
هي مجموعة من قواعد التخاطب والخطوات المتبعة لتحقيق الاتصال بين الحواسيب على الشبكة أو بين الشبكات المختلفة أي أنها بمثابة لغة تفاهم بين الحواسيب على الشبكة.
- فمثلاً: عندما نوصل طابعة بشكل مباشر إلى الشبكة فإن أياً من الحواسيب لن تستطيع استخدام الطابعة ما لم يتوفر فيها بروتوكول DLC أو Data Link Control protocol

بروتوكول (اتصالات)، مجموعة من القوانين الناظمة لعملية إرسال المعلومات بين طرفي الاتصال.
- من أشهر المواثيق (البروتوكولات) المستخدمة بكثرة في الشبكات:

ميثاق حزمة بروتوكولات الإنترنت وهو البروتوكول المستخدم لنقل البيانات سواء على مستوى الإنترنت أو على شبكات محلية.
وبروتوكول FTP أو File Transfare Protocol : وهو البروتوكول المستخدم لنقل الملفات عبر الشبكة.
والبروتوكول HTTP أو بروتوكول نقل النص الفائق: وهو المستخدم لنقل الملفات النصية أو النصوص الكبيرة عبر الإنترنت وهذا الميثاق هو مثال واضح حيث يظهر لنا في شريط العنوان في متصفحات الإنترنت http://www.
وهناك العديد من المواثيق المستخدمة في الشبكات كل منها قانون لعمل وظيفة خاصة سواء نظام أو أمن إلخ....

## فوائد شبكات الحاسب
يمكنك مشاركة المعلومات والمصادر على الشبكة، وهذا يقدم عدة فوائد:
1 - يستطيع مشاركة طرفيات غالية الثمن مثل الطابعات حيث تستطيع كل الحواسيب استخدام نفس الطابعة.
2 - تستطيع نقل الـ Data أو البيانات المختلفة بين المستخدمين بدون استخدام الأقراص المرنة FDD. إن نقل الملفات على الشبكة يخفض الوقت اللازم لنسخ الملفات على الأقراص ومن ثم نسخها إلى حاسوب آخر.
3 - يستطيع جعل برامج معينة مركزية مثل الملفات المالية والحسابات، فمعظم المستخدمين قد يحتاجون لاستخدام نفس البرنامج أو الولوج إلى نفس المعطيات معاً، وبالتالي فهم يستطيعون العمل بشكل متزامن وبدون ضياع الوقت.
4 - تستطيع إجراء عملية النسخ الاحتياطي بشكل تلقائي وكامل وبذلك توفر الوقت وتضمن بأن كل عملك آمن.
أما في شبكات WAN فإن المصادر والمعلومات يمكن مشاركتها على مساحات جغرافية أوسع هذا يقدم عدد من الميزات:
5 - تستطيع أن ترسل وتستقبل البريد الألكتروني E-mail من وإلى كل أنحاء العالم، ونقل وتبليغ الرسائل إلى أناس عدة في نفس الوقت وفي مساحات واسعة ومختلفة وبسرعة فائقة وتكلفة زهيدة
- تستطيع نقل الملفات من وإلى الشركاء في مواقع مختلفة، أو الدخول إلى شبكة الشركة من المنزل أو من أي مكان في العالم.
6 - يمكنك الدخول إلى مصادر ضخمة على الأنترنت والـ (World Wide Web (www

### إيجابيات شبكات الحاسب:
- المشاركة في الموارد: تتيح شبكات الحاسوب لمحطات العمل جميعها أو بعضها مشاركة الأجهزة الطرفية مثل الطابعات وأقراص التخزين، بالإضافة إلى الموارد الأساسية كقواعد البيانات والبرمجيات. يساهم ذلك في تقليل التكاليف وتحسين كفاءة استخدام الموارد، كما يسهل تبادل الملفات والمعلومات بين المستخدمين بسرعة وأمان.
- معالجة المعطيات الموزعة: يمكن لمستخدمي الشبكة تحميل البرامج وتشغيلها على محطات العمل المرتبطة بالشبكة، ومعالجة البيانات بشكل مباشر. كما يمكن تخزين المعلومات على أجهزة التخزين المركزية أو على أجهزتهم الشخصية، مما يسهل عمليات الحفظ والاسترجاع ويعزز الإنتاجية.
- الإدارة والأمن: تتيح شبكات الحاسب تحكّمًا دقيقًا في إدارة المستخدمين وتحديد صلاحيات الوصول إلى الموارد المختلفة، مما يعزز التنظيم والكفاءة في بيئة العمل. كما تساهم الشبكات في تعزيز الأمان من خلال إمكانية تشفير الاتصالات، مما يحافظ على خصوصية البيانات وسريتها أثناء تبادل المعلومات. إضافةً إلى ذلك، توفر الشبكات إمكانية تتبع الأنشطة وإدارة المستخدمين بفعالية، مما يحدّ من المخاطر ويضمن بيئة رقمية أكثر أمانًا وانضباطًا.
- توسيع نطاق استخدام الحواسيب الشخصية بتكلفة منخفضة: يمكن لأي مستخدم، حتى لو كان يمتلك جهاز حاسوب بسيطاً يحتوي فقط على قرص مرن (Floppy Disk)، الوصول إلى الشبكة والاستفادة من جميع مواردها، مما يقلل من الحاجة إلى أجهزة متطورة ويخفض التكاليف.
- تجميع المستخدمين وتسهيل التعاون: يستطيع مدير الشبكة جمع عدة مستخدمين ضمن مجموعات عمل محددة، مما يسهل عمليات التعاون والمشاركة في المشاريع. كما يمكن تعيين مدير لكل مجموعة لتنظيم العمل ومتابعة أداء المستخدمين، مما يعزز الإنتاجية والتنسيق بين الفرق.
- التواصل: توفر الشبكات إمكانية الإرسال والإستقبال بسرعة وفعالية، مما يسهل التواصل بين الأفراد داخل المؤسسة وخارجها (عبر خدمات مثل البريد الإلكتروني أو الهاتف عبر نقل الصوت باستعمال بروتوكول الإنترنت (VoIP))، ويعزز الإنتاجية من خلال توفير وسيلة اتصال فورية وموثوقة.
- الوصول إلى أنظمة تشغيل أخرى والتفاعل معها: يمكن للمستخدمين النفاذ إلى أنظمة تشغيل مختلفة عبر الشبكة، مما يسمح لهم بالتعامل مع موارد متعددة، وتشغيل التطبيقات المتوافقة مع بيئات تشغيل متنوعة، مما يتيح مرونة أكبر في العمل والتكامل بين الأنظمة المختلفة.
- العمل عن بُعد ودعم التنقل: تسمح شبكات الحاسب بالوصول إلى البيانات والبرامج من أي مكان عبر الإنترنت أو الشبكة الداخلية، مما يتيح للموظفين والعملاء إمكانية العمل عن بُعد، ويزيد من مرونة الأداء وتحسين استمرارية الأعمال.
- تحسين كفاءة الأعمال والعمليات: تساهم الشبكات في تحسين كفاءة المؤسسات من خلال أتمتة العمليات، وتسريع تبادل المعلومات، وتقليل الأخطاء الناتجة عن التعامل اليدوي مع البيانات، مما يؤدي إلى زيادة الإنتاجية وتقليل التكاليف التشغيلية.
- إمكانية التوسع والتطوير المستقبلي: توفر الشبكات بيئة مرنة يمكن توسيعها بسهولة، سواء بإضافة مستخدمين جدد أو ترقية البنية التحتية، مما يجعلها حلاً طويل الأمد لتلبية احتياجات المؤسسات المتزايدة.

## متطلبات شبكة الحاسوب
لتكوين شبكة حاسوب يجب أن تتوفر الأدوات والأجهزة المناسبة لوصل الحواسيب. منها:
1. حاسوبين على الأقل.
2. بطاقة واجهة الشبكة NIC لشبكة Ethernet.
3. وسط انتقال سلكي أو لاسلكي
4. موزع (Hub) أو مبدل (Switch).
5. بروتوكول اتصال يحدد خوارزمية تخَاطُب مكونات الشبكة
6. نظام تشغيل شبكي

هناك بعض الأدوات الأخرى تختلف حسب اختلاف نوعية الشبكة لكن المتطلبات الأساسية مذكورة في الأعلى.
وهناك أنواع أخرى من الشبكات الكبرى قد تحتاج إلى مسير (Router) لتربط بين شبكتين لها عنوان مختلف أو للربط بين مجموعة شبكات ظاهرية, فيمكن تسمية شبكة متصلة في بناء واحد فقط بشبكة محلية VTP.
في حال أردنا الاتصال بشبكة بعيدة فإننا نحتاج إلى مودم (CSU/DSU) وهو من أجهزة الشبكات الواسعة المهمة.
ملاحظة: لا يمكن تشبيه عمل الموزع (Hub) بعمل المبدل (Switch) لأن المبدل أكثر تطورا وسرعة أداء من الموزع (Hub).

## نماذج الربط في الشبكات المحلية (طوبولوجيا الشبكات)
النموذج الخطي(bus topology) : يستخدم لربط الأجهزة مع بعضها باستخدام كابلات يبدأ بنقطة وينتهي بنقطة أخرى.
النموذج الحلقي (ring topology): ترتبط الحواسيب في هذا النموذج مع بعضها البعض بكيبل يبدأ من أحد الأجهزة ويمر بالأجهزة الأخرى ثم يعود إلى الجهاز نفسه الذي بدأ عنده مكونا حلقة مغلقة وتتم عملية نقل البيانات من المرسل إلى المستقبل عبر خط الاتصال مرورا بجميع الأجهزة.
النموذج النجمي (star topology): ترتبط الحواسيب مع وحدة توصيل مركزية تسمى المحول (switch)أو الموزع (hub)باستخدام كيبل مستقل لكل جهاز ويعمل الموزع كنقطة تجميع وتقوم أجهزة الحاسوب بارسال البيانات إلى الموزع الذي بدوره يقوم بتوصيلها إلى أجهزة الحاسوب الأخرى داخل الشبكة.

## التشبيك الحاسوبي
التشبيك الحاسوبي (بالإنجليزية: Computer networking) هو فرع من الهندسة مختص بالاتصال بين أنظمة الحاسوب أو الأجهزة المساعدة. والشبكة الحاسوبية هي أي مجموعة من الحواسيب أو الأجهزة المساعدة المربوطة مع بعضها بهدف إتاحة تبادل المعلومات بينها.
يمكن أن يتم الاتصال بين الحواسب عن طريق اتصال سلكي أو اتصال لاسلكي. وحين يكون الاتصال سلكياً، الطوبولوجيا المناسبة لربط الحواسب قد تكون ربط نجمي، ربط تام أو غير ذلك.
تبادل المعلومات بين الحواسب برمجيّاً يُعالج عن طريق بروتوكولات الاتصال وغير ذلك.

## أنواع الشبكات من حيث الامتداد

### شبكة محلية
Local Area Network LAN
يغطي هذا النوع من الشبكات عادة المناطق الجغرافية الصغيرة مثل الجامعات أو أحد فروع الشركات الكبيرة أو شبكة الحاسوب في منزل ما.
عدد أجهزة الحاسوب في هذا النوع يتراوح على الأقل من جهازين إلى 500 ولربط هذه الأجهزة نحتاج إلى جهاز يسمى الهب hub أو المبدل switch أي المركز أو الناقل ليعمل على ربط الأجهزة معا ويمكنها من الاتصال ببعضها البعض.
يستخدم لربط الأجهزة عادة في مثل هذا النوع من الشبكات أسلاك وهي من نوع خاص لنقل البيانات أو الأجهزة اللاسلكية.
يتمكن المتصل في الشبكة من رؤية المعلومات والملفات الموجودة على أجهزة الآخرين إن سمح له بذلك.
يستخدم هذا النوع عادة في المؤسسات الصغيرة والجامعات من أجل تسهيل العمل ونقل المعلومات المشتركة بين الأقسام بشكل سريع.
وتكون موجودة داخل نطاق محدود الانتشار مثال على ذلك (أعمال مكتبية - مؤسسات داخلية - شركات محدودة)
(local area network)
تتيح شبكات المنطقة المحلية أجهزة الكمبيوتر والأجهزة القريبة من بعضها البعض، وعادة ما تستخدم نفس المفتاح أو الموجه - للاتصال بملفات المشاركة وإكمال المهام. تتكون الشبكات المحلية فقط من التجهيزات اليومية (مثل أجهزة الكمبيوتر المكتبية وأجهزة الكمبيوتر المحمولة والأجهزة اللوحية والطابعات) وجهاز التوجيه و/ أو التبديل وكابلات إيثرنيت أو البطاقات اللاسلكية، وهي غير مكلفة نسبيا لإعدادها وتشيع استخدامها في المنازل. وعلى الرغم من انخفاض قدرتها، وقربها والتكاليف المنخفضة الناتجة يؤدي عادة إلى استخدام أسرع للتكنولوجيا على الشبكة المحلية. وبالتالي، فإن تصنيف الشبكة هذا عادة ما يكون أعلى مكونات السرعة وأسرع معدات الاتصالات من قبل تصنيفات الشبكة الأخرى مثل هذه المعدات باستخدام نفس السرعة. ويرجع ذلك إلى أنه يأخذ استثمارات أقل عموما للحصول على الشبكة الصغيرة تشغيل أسرع المعدات. ولذلك، تعتبر الشبكات المحلية عادة
وهي اللبنات الأساسية لإنشاء شبكات أكبر.
ويمكن استخدام كابلات إيثرنيت، مثل Cat5 وCat5e وCat6 وCat6a، لتوصيل أجهزة الكمبيوتر بالشبكة. في الحالات التي يتوفر فيها الألياف إلى المنزل (أو ما شابه ذلك)، يمكن أيضا استخدام كابلات النحاس في مرحلة ما. أصبح واي فاي واحدة من الطرق الأكثر شعبية للشبكات اللاسلكية عبر شبكة محلية.

### شبكة واسعة
Wide Area Network WAN
- شبكة WAN: وهي كل الشبكات الممتدة على منطقة جغرافية واسعة وقد تكون مدينة أو قارة أو العالم بكامله. فهناك شبكات خاصة واسعة مثلا شركة لها أكثر من فرع في أنحاء العالم فهي عبارة عن شبكة واسعة ولها حاسوب مركزي وقاعدة بيانات خاصة بها. ومن أهم الأجهزة المستخدمة في الشبكات الواسعة هي المسيرات (Router) حيث تقوم هذه الأجهزة بربط شبكات ذات عناوين IP مختلفة مع بعضها بواسطة مواثيق (بروتوكولات)التسيير المتعددة.

بوصلات مثل خطوط الهاتف والأقمار الصناعية وأشهر مثال على الشبكات الواسعة هو شبكة الإنترنت لأنها تغطي العالم وتربط شبكات عديدة معاً.
(wide area network)
WANهي شبكة تغطي مساحة واسعة باستخدام وسائل النقل الخاصة أو العامة. وأفضل مثال على شبكة wanهو الإنترنت، الذي يمكن أن يساعد في ربط أي شخص من أي منطقة في العالم. العديد من الشركات والحكومة استخدام وان من أجل إجراء الأعمال التجارية من أي مكان في العالم. كما أن الشبكات الواسعة النطاق مسؤولة بشكل كبير عن الأنشطة التجارية التي تحدث في جميع أنحاء العالم (أي شركة في المملكة المتحدة تقوم بأعمال تجارية مع شركة في الصين). ويشمل التعريف الأساسي للشبكة الواسعة شبكة يمكن أن تمتد إلى مناطق أو بلدان أو حتى في العالم. ومع ذلك، في التطبيق العملي، ويمكن اعتبار wan كشبكة التي تستخدم لنقل البيانات على مسافات طويلة بين الشبكات المحلية المختلفة، 
LAN AND WAN مقارنه بين
LAN التي تقف على شبكة المنطقة المحلية، WAN، التي تقف على شبكة منطقة واسعة، نوعان من الشبكات التي تسمح للربط بين أجهزة الكمبيوتر. كما توحي اصطلاحات التسمية، الشبكات المحلية هي لشبكات أصغر وأكثر محلية - في المنزل، والأعمال التجارية، والمدرسة، وما إلى ذلك - في حين تغطي الشبكات الواسعة النطاق مساحات أكبر، مثل المدن، وحتى تسمح لأجهزة الكمبيوتر في دول مختلفة للاتصال. وعادة ما تكون الشبكات المحلية أسرع وأكثر أمانا من الشبكات الواسعة النطاق (wan)، إلا أن الشبكات الواسعة (wan تتيح إمكانية إتصال أكثر انتشارا. وعلى الرغم من أن الشبكات المحلية تميل إلى أن تكون مملوكة ومدارة ومدارة داخل المنظمة من قبل المنظمة حيث يتم نشرها، فإن الشبكة الواسعة تتطلب عادة اثنين أو أكثر من الشبكات المحلية المكونة لها لتكون متصلا عبر الإنترنت العام أو عن طريق اتصال خاص أنشأه طرف ثالث الاتصالات السلكية واللاسلكية.
LAN، تسمح لمستخدمي الكمبيوتر للاتصال والتواصل مع بعضها البعض بغض النظر عن الموقع
الملكية مملوكة عادة، تسيطر عليها، وتدار من قبل شخص واحد أو منظمة
إن شبكات WAN (مثل الإنترنت) ليست مملوكة من قبل أي منظمة واحدة ولكن توجد تحت الملكية الجماعية أو الموزعة بالإدارة على مسافات طويلة  فهي تقوم باستخدام تقنيات مثل SONET, Frame Relay, and ATM . WAN تسمح لشبكات محلية مختلفة للاتصال بالشبكات المحلية الأخرى من خلال التكنولوجيا مثل أجهزة التوجيه والمحاور وأجهزة المودم. هناك أربعة خيارات رئيسية لربط الشبكات الواسعة (wan): الخط المستأجر، تبديل الدائرة، تبديل الحزمة وتتابع المكالمة. الخطوط المؤجرة هي اتصال من نقطة إلى نقطة بين نظامين. تبديل الدائرة هو مسار الدائرة مخصص بين نقطتين. ويشمل تبديل الرزم الأجهزة التي تنقل الرزم عبر وصلة مشتركة من نقطة إلى نقطة أو من نقطة إلى عدة نقاط عبر شبكة حاملة للشبكة. تتابع التتابع هو تبديل حزم مماثل ولكن يستخدم خلايا طول ثابت بدلا من حزم طول متغيرة.
وأصبحت الشبكات المحلية أكثر شيوعا في العديد من الأماكن مثل المكاتب والشركات والمنازل وغيرها. ومن الأسباب الرئيسية لشعبيتها المتزايدة أنها أرخص في التثبيت وتقدم سرعات نقل أعلى. توفر الشبكات المحلية سرعات تصل إلى 80 أو 90 ميغابت في الثانية بسبب قرب أنظمة الكمبيوتر لبعضها البعض وعدم وجود ازدحام في الشبكة.
وبالمقارنة، يمكن لشبكات الشبكة الواسعة أن توفر سرعة تتراوح بين 10 و20 ميغابت في الثانية. أيضا الشبكات المحلية توفر أمن أفضل مقارنة wan، والتي هي أكثر سهولة الوصول إليها مع الناس الذين يعرفون كيفية الاختراق الأنظمة. يمكن تأمين شبكات WAN وLAN  باستخدام جدران الحماية وبرامج مكافحة الفيروسات وبرامج التجسس.

### شبكة شخصية
Personal Area Network - PAN

### شبكة تخزينية
شبكة التخزين (بالإنجليزية: Storage Area Network) أو اختصارا SAN هي شبكة معلوماتية متخصصة تهدف لتشارك موارد التخزين.
Metropolitan Area Network - MAN
هي ربط مجموعة من الشبكات المحلية (LAN) في منطقة واحدة
و لتقريب صورتها لذهنك تخيل أن في شركة فيها مصنع ومبنى إداري ومبنى آخر فرعي كل مبنى فيه شبكة محلية (LAN) طبعا وعند ربط الثلاث مباني ببعضهم أصبحت شبكة عبارة عن شبكة MAN في منطقة واحدة.
مثال آخر لها شبكة تربط فروع وأقسام جامعة واحدة ومثال آخر القرية الذكية في مصر.
ومن خصائص هذه الشبكة أنها تربط شبكة في منطقة من 20 كيلو متر إلى 100 كيلو متر.
هناك ميزتان لهذا النوع من الشبكات
حجم هذا النوع من الشبكات أكبر من الـ LAN. العديد من الـ MAN تغطي منطقة بحجم مدينة وبعضها تغطي مجموعة من البنايات أي ما يعادل مساحة قطر ما بين 5 إلى 50 كيلومتر.
الـ MAN تعمل كشبكة ذات سرعات عالية لتسمح بمشاركة المصادر المحلية الإقليمية. كثيرا ما تُستخدم لتزويد أو دعم اشتراك الاتصال مع شبكات أخرى باستخدام وصلة للـ WAN.

## تاريخ الشبكات
تطوّرت الإنترنت نتيجة أبحاث بدأت في أوائل الستينيات حين عزمت وزارة الدفاع الأمريكية دخول مشروع ربط الحواسيب الرئيسية حينئذٍ والتابعة لوزارة الدفاع بالاتصال بعضها مع بعض؛ وذلك لتشكيل شبكة ذات عدة مراكز.
أي أنها شبكة تصلح نفسها بنفسها، والشبكة التي صممت عرفت باسم ARPANET)ِِِAِdvanced Research Project Agency Net).
في فترة الثمانينيات أخذت مؤسسة العلوم الوطنية (NSF) الأمريكية National Science Foundation برنامجًا موسعًا لربط الحواسيب المركزية العملاقة مع ARPANET، وبدأت الجامعات ومراكز الأبحاث الأخرى في العالم الانضمام لهذه الشبكة ومن ثم تحولت إلى الإنترنت الذي نعرفه حاليا...

## تغليف الشبكات
في العموم التغليف يصف المحتويات الأساسية لأي غرض ضمن غرض آخر. في المصطلحات الحاسوبية التغليف يستخدم في تطبيقات متنوعة ليخفي أو يغلف المعلومات. في شبكات الاتصالات التغليف يمكن أن يستخدم لدمج أنواع متنوعة من البروتوكولات أو صيغ النقل ضمن بروتوكول واحد بروتوكول التغليف يغلف بروتوكول آخر لتقوم الشبكات بعدها باستخدام البروتوكول المغلف في النقل الشبكي.النفع من التغليف هو استخدام بروتوكول واحد فقط في الشبكة. ولشرح ذلك: منظمة OSI قامت بتقسيم العمل قبل عملية النقل ضمن 7 طبقات أساسية تبدأ بطبقة التطبيق التي تقوم بتأمين المعلومات الأساسية وتضيف إليها الترويسة الخاصة بها ثم ترسلها إلى الطبقة الأدنى منها لتقوم بدورها بإضافة معلوماتها الخاصة وإرسالها إلى الطبقة الأدنى حتى الوصول إلى الطبقة الفيزيائية التي ترسل المعلومات المغلفة كإشارات كهربائية إلى المستقبل الذي يقوم بعملية معاكسة للتغليف ألا وهي فك التغليف فتقوم الطبقة الفيزيائية في المستقبل باستقبال المعلومات وإرسالها إلى الطبقة الأعلى التي تقوم بدورها بفك جزء من التغليف عن المعلومات وفق الموافق لها في طبقة المرسل ثم ترسلها إلى الطبقة الأعلى وهكذا حتى الوصول إلى طبقة التطبيق وهنا تزيل التغليف لها بها وتظهر المعلومات المستقبلة للمستخدم.

## مراحل مهمة في تطوير الشبكات
| السنة                                          | الحدث |
| ---------------------------------------------- | --- |
| ماقبل عام 1900                                 | اتصالات المسافات البعيدة بواسطة الرسائل والراكبين والحمام الزاجل والتلغارف الضوئي والتلغارف الكهربائي وإشارات الدخان. |
| التسعينيات من القرن التاسع عشر                 | اخترع ألكسندر غراهام بيل الهاتف، واتسعت خدمة الهاتف بشكل كبير. |
| 1901                                           | أول إرسال لاسلكي لماركوني عبر المحيط الأطلسي. |
| العشرينيات من القرن العشرين                    | إرسال AM (تعديل أقصى قيمة). |
| 1939                                           | إرسال FM (تعديل التردد). |
| الأربعينيات من القرن العشرين                   | كانت الحرب العالمية الثانية هي المحفز لتطوير المذياع والمياكروويف. |
| 1947                                           | اخترع كل من شوكلي وياردن وبريتين المقحل ذو الحالة الثابتة (شبه موصل). |
| 1948                                           | نشر كلود شانون كتاب النظرية الرياضية للاتصالات (a Mathematical Theory of Communication). |
| الخمسينيات من القرن العشرين                    | اختراع الدوائر المتكاملة. |
| 1957                                           | تم إنشاء وكالة مشاريع الأبحاث المتقدمة بواسطة وزارة الدفاع الأمريكية |
| الستينيات من القرن العشرين                     | اختراع الحواسيب المركزية. |
| 1962                                           | يعمل بول باران في RAND على شبكات تحويل الحزم. |
| 1967                                           | نشر لاري روبرتس أبحاث حول أربانت ARPANET (شبكة وكالة مشاريع الأبحاث المتقدمة). |
| 1969                                           | تم تأسيس ARPANET (شبكة وكالة مشاريع الأبحاث المتقدمة). |
| السبعينيات من القرن العشرين                    | انتشار استخدام الدوائر الرقمية المتكاملة وظهور الحواسيب الشخصية الرقمية |
| 1970                                           | قامة جامعة هاواي بتطوير نظام ألوهانت ALOHANET. |
| 1972                                           | قام راي توملسون بإنشاء برنامج يقوم بإرسال رسائل البريد الإلكتورني. |
| 1973                                           | بدأ بوب كان وفينت سيرف العمل على ما أصبح لاحقا بـ TCP/IP (ميفاق (بروتوكول) التحكم في الإنترنت) وظهرت الـ ARPANET (شبكة وكالة مشاريع الأبحاث المتقدمة) وكان لها اتصالات مع University College في لندن، ومؤسسة الرادار الملكية في الساحة الدولية في النرويج. |
| 1974                                           | قامت شركة BBN بافتتاح الـ Telnet، وهو أول إصدار تجاري من ARPANET (شبكة وكالة مشاريع الأبحاث المتقدمة). |
| الثمانينات من القرن العشرين                    | انتشار استخدام الحواسيب والحواسيب الصغيرة التي تستخدم يونكس. |
| 1981                                           | تم إطلاق مصطلح الإنترنت على مجموعة متصلة من الشبكات. |
| 1982                                           | أصدرت (المنظمة الدولية لوضع المعايير) نموذج وموافيق (برتوكولات) اتصال متبادل للأنظمة المفتوحة، وتختفي البرتوكولات ولكن يظل للنموذج تأثير كبير. |
| 1983                                           | أصبح ميفاق (بروتوكول)التحكم في الإرسال / بروتوكول الإنترنت (TCP/IP) هو اللغة العالمية للإنترنت. انقسمن ARPANET إلى ARPANET وMILNET. |
| 1984                                           | تم تأسيس شركة سيسكو، وبدأ تطوير العبّـارات والمسيرات (Routers)، ظهرت خدمة اسم المجال تجاوز عدد مضيفي (مستخدمي) الإنترنت ألف. |
| 1986                                           | تم إنشاء TSFNET (شبكة موؤسسة العلوم الوطنية)، وقد بلغت سرعة جزء الشبكة 56 كيلو بت في الثانية. |
| 1987                                           | تجاوز عدد مضيفي (مستخدمي) الشابكة (الإنترنت)) 10.000 |
| 1988                                           | قامت وكالة (مشاريع أبحاث الدفاع المتقدمة) بتكوين فريق الاستجابة لطوارئ الحاسب. |
| 1989                                           | تجاوز عدد مضيفي (مستخدمي) الشابكة (الإنترنت) 100.000 |
| 1990                                           | أصبحت ARPANET (شبكة وكالة مشاريع الأبحاث المتقدمة) هي الشابكة (الإنترنت). |
| 1991                                           | نشأت شبكة الويب العالمية (www)، قام تيم بيرنرز لي بتطوير كود (www) شبكة الويب العالمية (World Wide Web). |
| 1992                                           | تم وضع ميثاق مجتمع الإنترنت (ISOC)، تجاوز عدد مضيفي (مستخدمي) الإنترنت 1.000.000 |
| 1993                                           | أصبح MOSIC أول مستعرض ويب مستند إلى الرسوم متوفرا. |
| 1994                                           | ظهور برنامج Netscape Navigator. |
| 1996                                           | تجواز عدد مضيفي (مستخدمي) الإنترنت عشرة ملايين، غطت شبكة الإنترنت الكرة الأرضية. |
| 1997                                           | تم تأسيس مكتب الأرقام الأمريكي (ARIN)، ظهرت الإنترنت 2. |
| من أواخر التسعينيات من القرن العشرين وحتى الآن | يتضاعف عدد مستخدمي الإنترنت كل ستة أشهر (زيادة أ ُسّية) |
| 1998                                           | شركة سيسكو تحقق 70% أرباح من الإنترنت وتبدأ برامج التدريب الأكاديمي للشبكات. |
| 1999                                           | نشر جزء الشبكة الرئيسي للإنترنت الإصدار رقم 6 (الإصدار السادس من بروتوكول الإنترنت آي بي في6). |
| 2001                                           | تجاوز عدد مضيفي (مستخدمي) الإنترنت 110 مليون. |